# Pieter Mulier den äldre
Pieter Mulier den äldre. född omkring 1615 i Haarlem, död där den 26 maj 1659, var en nederländsk konstnär. Han var far till Pieter Mulier den yngre.
Mulier var främst känd för sina marinmålningar. Hallwylska museet äger två målningar av honom.